# Король дощу (Цілком таємно)
Король дощу (The Rain King) — 8-й епізод шостого сезону серіалу «Цілком таємно». Епізод не належить до «міфології серіалу» — це «монстр тижня». Прем'єра в мережі «Фокс» відбулася 10 січня 1999 року.
У США серія отримала рейтинг домогосподарств Нільсена, рівний 12.5, який означає, що в день виходу «Короля дощу» подивилися 21.2 мільйона осіб.
Малдера і Скаллі просять розслідувати дивні погодні явища, що відбуваються в маленькому містечку. Вони знаходять чоловіка, Деріла Мутца, який стверджує, що вміє викликати дощ.

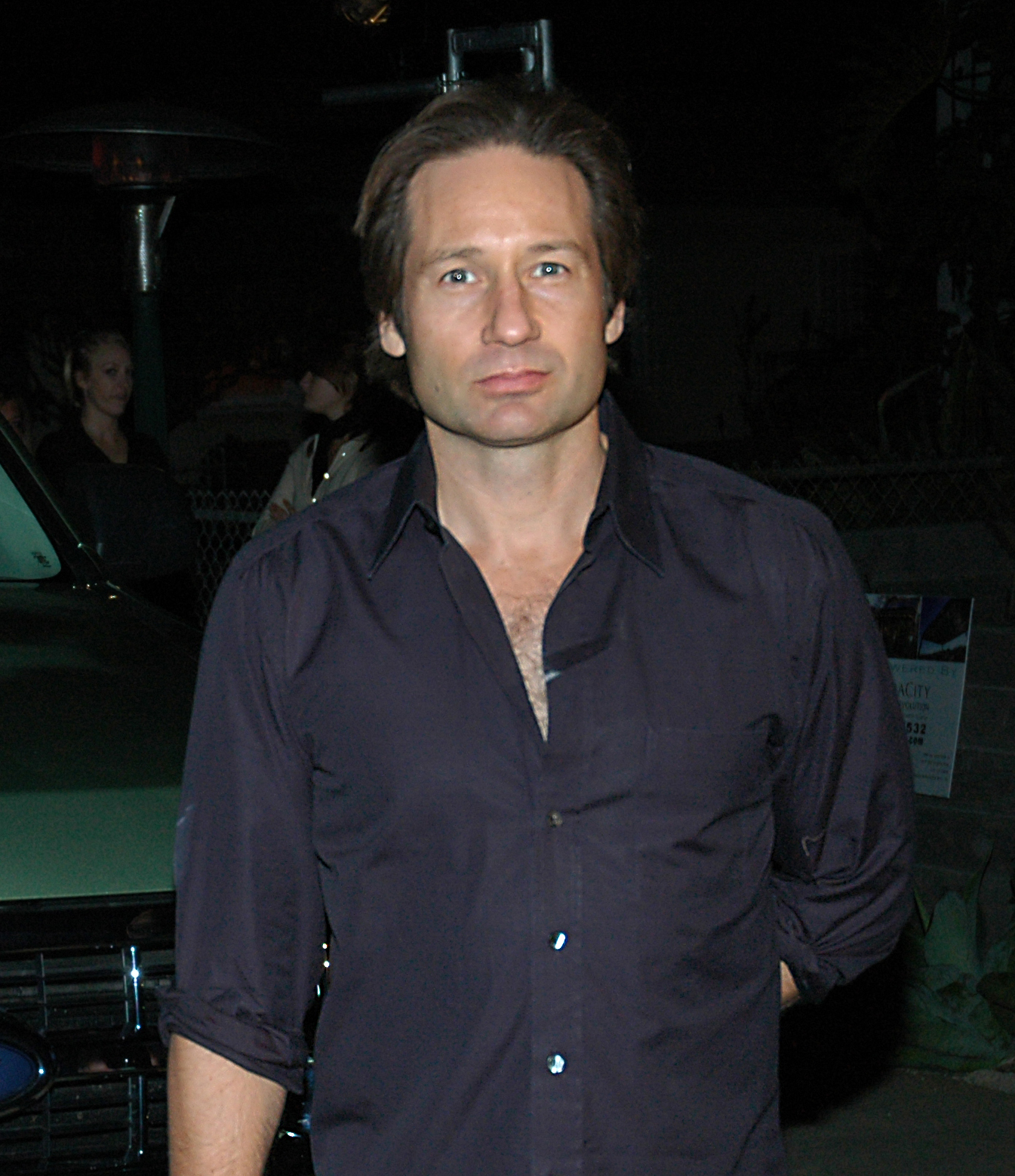

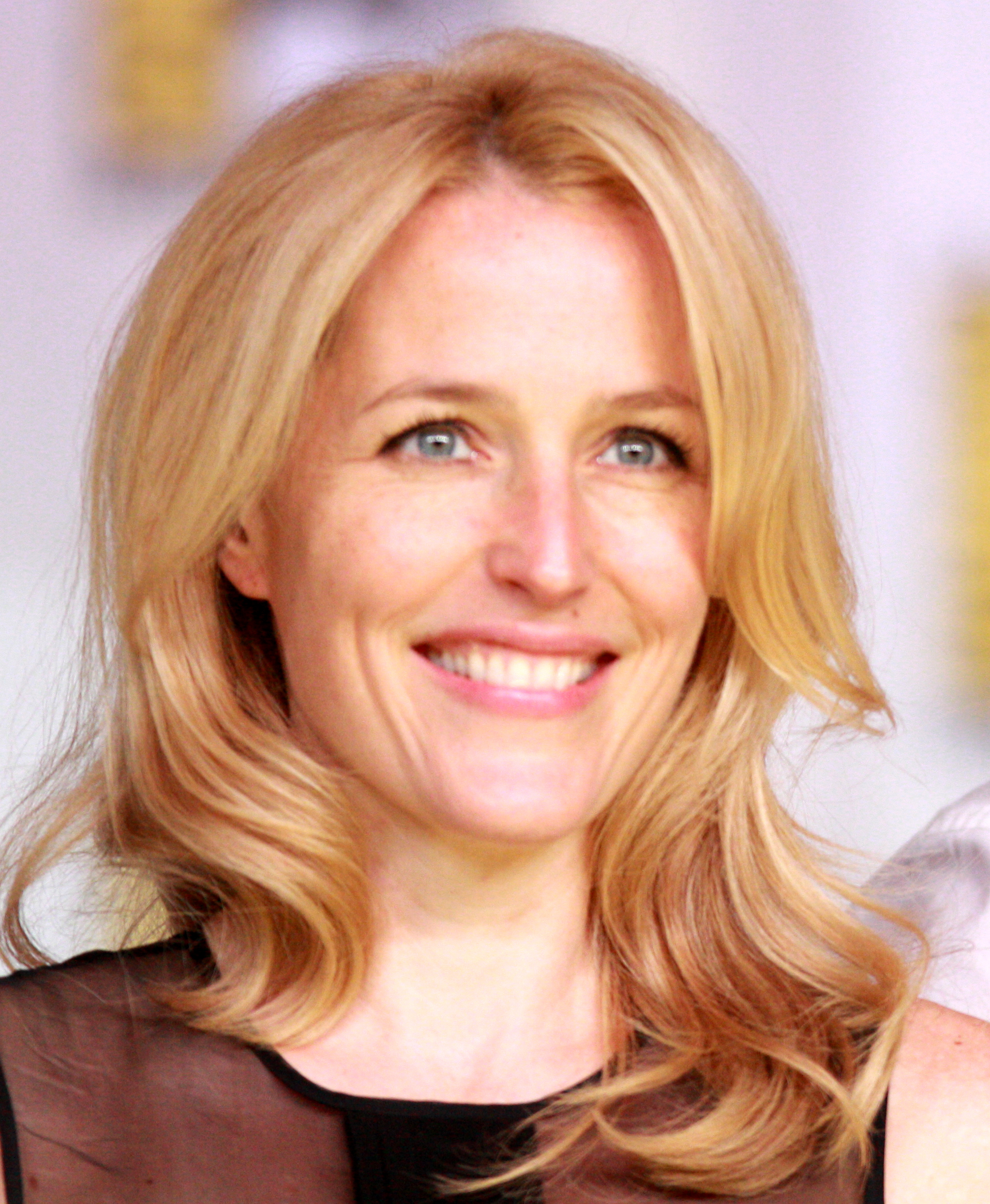

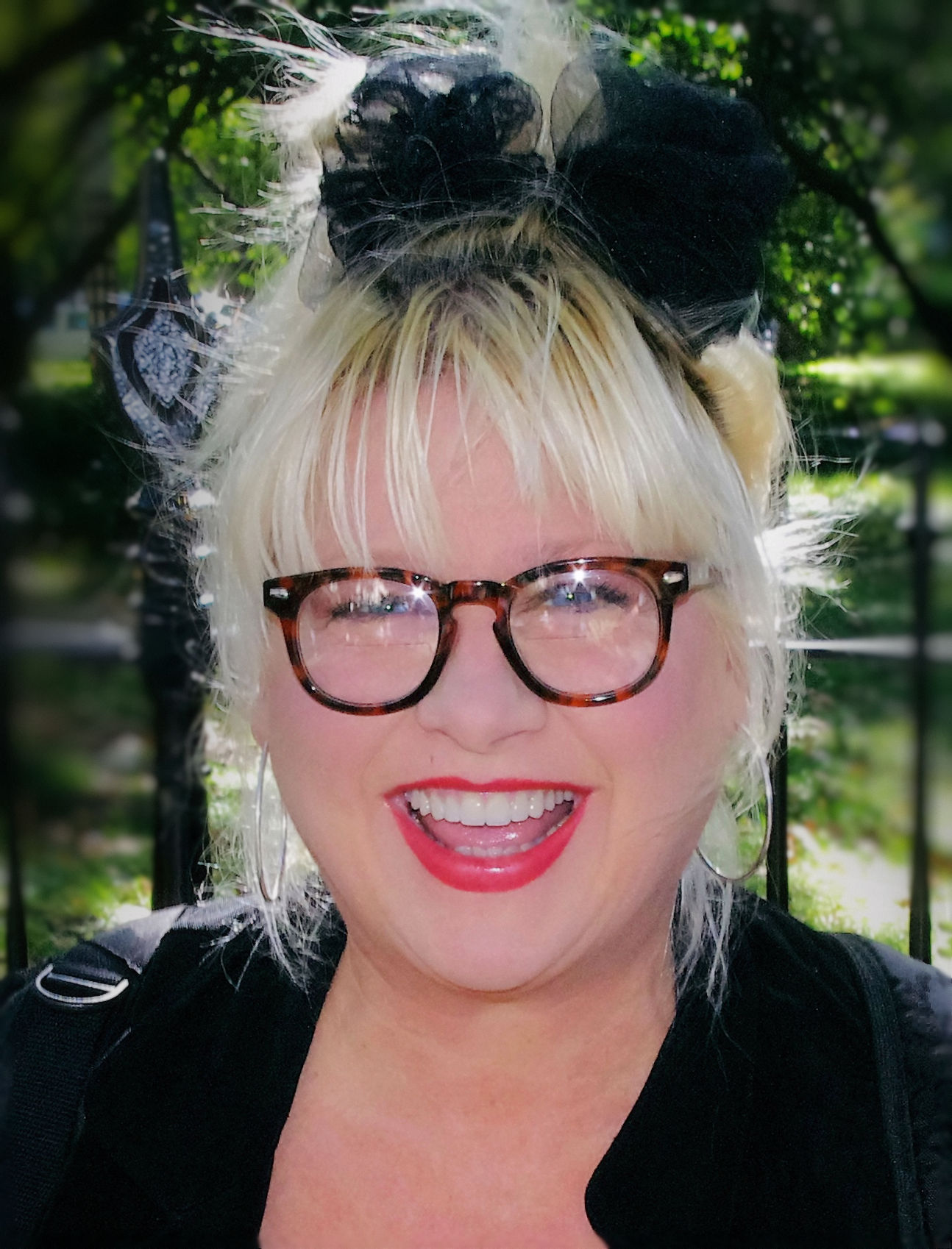

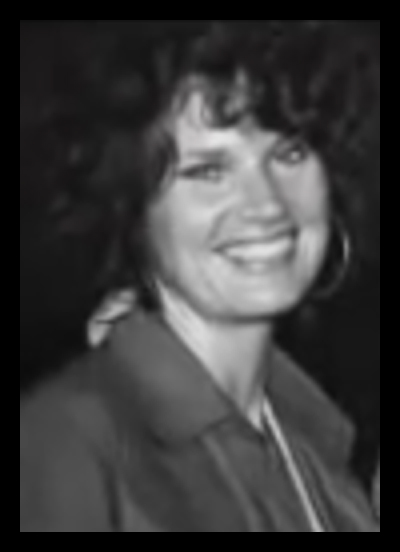

## Зміст
Істина десь поруч
У День закоханих, у Кронері (штат Канзас), Шейла Фонтен та Даріл Муц сваряться. Фонтен розмістила в газетах новини про їхні заручини, але Муц хотів зберегти це в таємниці до тих пір. Під час суперечки згадується, що посуха нищить бізнес. Після суперечки Муц їде в нетверезому стані, але зазнає аварії — після того, як град у формі серця розбив його машину та понищив йому ногу.
Через півроку Малдер і Скаллі прибувають до Кронера на прохання мера. Протягом кількох місяців страшна посуха нищить регіон. Однак Муц, який зараз іменується «Королем дощу», схоже, має можливість контролювати погоду. За солідну суму він може змусити задощити. Малдер і Скаллі отримують список клієнтів і прямують до місцевої телевізійної станції, щоб поговорити з синоптиком Голманом Гардтом. Гардт визнає, що, хоча таланти Муца дивні, він, схоже, дійсно має владу над контролем погоди. Скептично налащтовані Малдер і Скаллі відвідують один з ритуалів Муца. Незважаючи на їх попередні упередження агенти стають свідками, як при появі Муца на суху ферму йде дощ.
Агенти заїжджають у мотель, де збираються заночувати. Здіймається гук і з ферми тронадо вихоплює корову — вона врізається через дах в кімнату Малдера. Після інциденту знервована Шейла зізнається, що пригода з коровою могла бути її виною. Вона також повідомляє, що пережила дивну історію — явища, пов'язані з погодою, і вважає, що може несвідомо контролювати погоду. Однак Малдер запевняє її в іншому. Під час розмови Гардт підслуховує і дізнається, що Муц був напідпитку в ніч аварії, та відчуває величезне полегшення. Одразу сила дощу Муца, здається, зникає.
Виявляється, що насправді керує погодою Голман Гардт. Уся ця химерна погода була побічним ефектом його довгого мовчазного кохання до Шейли. Він почувався винним, що його проблематичні дії, пов'язані з погодою, призвели до того, що Муц зазнав аварії. Тому Голман зробив так що дощк «іщов» за Муцом.
Шейла кладе око на Малдера, що призводить до масивної грози під час зустрічі випускників, яка матеріалізується завдяки емоціям метеоролога. Однак на зустрічі Гардт за наполяганням Фокса визнає свою любов до Шейли, яка приймає його. Буря припиняється, всі задоволені і щасливі.
Гардт і Шейла живуть довго і щасливо та виховують потомство.
Спробуйте і ви

## Зйомки
«Король дощу» був першим епізодом, написаним Джеффрі Беллом для серіалу. Белл не мав наміру працювати на телебаченні, але написав три ідеї сценарію і відправив їх продюсерам серіалу. Літературні співробітники захопилися розповідями та погодились придбати одну — з часом вона стала «Королем дощу» — як сценарій фрілансера. Розробляючи остаточний сценарій, Беллу допомагали Френк Спотніц, Джон Шибан та Вінс Гілліган — вони вчили Белла процесу «притирання». Вони передали ідею сюжету Крісу Картеру в серпні, згодом Белл був найнятий постійним автором серіалу.
Сценарій зазнав значних змін. Спочатку Белл не знав, що Дарил Муц «викраде шоу», і тому в епізоді його не так багато. На початку проекту відносини між Холманом та агентами ФБР були не такими міцними. У остаточному проекті Белл намагався паралельно ставити емоційний стан Малдера та Скаллі до характеристики Хардта, відзначаючи: "Тут у вас є хлопець, який впливає на погоду, бо він пригнічує свої емоції […] і кому краще допомогти йому, ніж двом людям, емоції яких придушені і вони ніколи не висловлюють почуттів один до одного? "
Сцена, в якій Даріл Мутц врізав свою машину в стовп після того, як його вдарив град у формі серця, було знято на «самотній дорозі» поблизу Грейпвайну. Дорога використовувалася настільки нечасто, що Каліфорнійський департамент транспорту не мав проблем із перекриттям всієї траси, щоб знімальна група могла зняти місце події. Режисер Кім Меннерс був задоволений тим, як пройшли зйомки, хоча він і зазначив, що знімати справжню аварію було складно, оскільки машина продовжувала врізатися в стовп під небажаним кутом.
Ілт Джонс, менеджер серіалу, вирішив використати Пайру, як заміну для Кронера, штат Канзас — вигаданого міста, названого на честь співмешканця коледжу Белла. Зовнішні кадри для фільму «Як привиди поцупили Різдво» згодом будуть зняті в тому ж місті. Кульмінаційні сцени в середній школі Кронера були відзняті у покинутій середній школі Калвер-Сіті). Корі Каплан та її художній колектив отримали завдання перетворити занедбаний тренажерний зал на правдоподібний набір для зйомок зустрічі випускників.
Виробнику спецефектів Біллу Міллару було доручено створити знімок, на якому корову втягує в торнадо. Для цього він сфотографував кілька корів у полі. Потім, використовуючи цифрові технології, анімував бажаний ефект. Потім ці кадри поєднали із знімком «коров'ячого макета», який скидали на відтворення кімнати мотеля Малдера в студії. В останню хвилину Міллар зауважив, що забарвлення макета корови відрізняється від кольорового, створеного комп'ютером, що вимагає швидкої зміни кольору. Пізніше Кім Меннерс заявив — найбільше шкодує з приводу того, що він не отримав відповіді Девіда Духовни «Має молоко?» після того, як корова пробилася через його дах.

## Показ і відгуки
Прем'єра «Короля дощу» відбулася в мережі «Fox» 10 січня 1999 року. Після першого ефіру епізод отримав рейтинг домогосподарств Нільсена 12,5 із часткою 18 — це означає, що приблизно 12,5 відсотка всіх телевізійних телевізорів домогосподарств та 18 відсотків домогосподарств, які дивляться телевізор, були налаштовані на епізод. Його переглянули 21,20 мільйона глядачів. «Король дощу» був і найвищим рейтингом епізоду 6 сезону, і останнім епізодом «Цілком таємно», який переглянули понад 20 мільйонів глядачів. Епізод транслювався у Великій Британії та Ірландії на «Sky One» 25 квітня 1999 року і отримав 0,75 млн глядачів, що зробило його третім за популярністю того тижня.
Критичний прийом був здебільшого неоднозначним, відгуки коливались від негативних до позитивних. Том Кессеніч у своїй книзі «Експертиза: Несанкціонований погляд на сезони 6–9 Цілком таємно» позитивно написав про цей епізод, зазначивши: «„Король дощу“ був милий. Дуже милий. І все-таки я ніколи не спостерігав себе страждаючим від симпатичного перевантаження. Насправді я весь час сміявся і посміхався». Зак Хендлен з «The A.V. Club» присвоїв епізоду оцінку «В +». Незважаючи на критику серії за «зйомки в країні сонячних променів і лимонних крапель» та «прикордонність із цим надмірно чутливим незалежним кінофільмом», Гендлен зазначив, що «основна солодкість епізоду має досить химерні сторони наших героїв […] це ніколи не виходить повністю з напряму серіалу». Однак він зазначив, що розміщення епізоду, після ряду з декількох жартівливих серій, зашкодило його сприйняттю.
Роберт Шірман та Ларс Пірсон у своїй книзі «Хочемо вірити: критичний путівник з Цілком таємно, Мілленіуму та Самотніх стрільців» дали епізоду змішаний огляд і оцінили 3 зірками з п'яти. Вони високо оцінили сцену, в якій зображена корова в торнадо, назвавши її «справді дуже забавною» та «геніально комічнлю», але зазначили, що «романтична комедія не може працювати, лише завдяки літаючим коровам». Вони цитували недоліки, чому епізод не в змозі реалізувати свій потенціал.
Інші відгуки були більш негативними. У огляді епізоду сьомого сезону Марка «Ікс» (Цілком таємно)Марка «Ікс»]] Сара Кендзьор для видання «Одинадцята година» назвала «Короля дощу» одним із найгірших епізодів «Цілком таємно».. Пола Вітаріс з «Cinefantastique» надала епізоду змішаний огляд і присудила йому 2 зірки з чотирьох. Вітаріс різко критикувала сцену «літаючої корови», зазначивши, що вона була і «погано виконана», і «образлива» — за перетворення смерті істоти в жарт; а також останню сцену, яка, за її словами, показала «фальшиве пастельне небо». Енді Мейслер в огляді «Кінець і початок» зазначив, що епізод був погано сприйнятий фанатами в інтернеті.

## Знімалися
| Актор             | Роль            |
| ----------------- | --------------- |
| Девід Духовни     | Фокс Малдер     |
| Джилліан Андерсон | Дейна Скаллі    |
| Клейтон Ронер     | Деріл Муц       |
| Вікторія Джексон  | Шейла Фонтен    |
| Дірк Блокер       | мер Гілмор      |
| Френкі Інграссія  | Сінді Калпеппер |
| Том Макфадден     | Доктор          |
| Саллі Стівенс     | радіоспівачка   |
| Джеффрі Гулд      | випускник       |